# Трстеница
Трстеница је насеље у градској општини Обреновац у граду Београду. Према попису из 2022. било је 695 становника.
Трстеница се сматра за једно од најлепших села у свом округу због свог живописног пејзажа.
Мештани села Трстеница поставили су 1925. године у центру села споменик са именима 209 погинулих за слободу, као сећање на ратничку славу из доба Великог рата.

## Демографија
У насељу Трстеница живи 742 пунолетна становника, а просечна старост становништва износи 41,8 година (41,8 код мушкараца и 41,8 код жена). У насељу има 295 домаћинстава, а просечан број чланова по домаћинству је 3,11.
Ово насеље је великим делом насељено Србима (према попису из 2002. године), а у последња три пописа, примећен је пад у броју становника.
|  |

| Демографија | Демографија | Демографија |
| Година      | Становника  | Становника  |
| ----------- | ----------- | ----------- |
| 1948.       | 1.202       |             |
| 1953.       | 1.213       |             |
| 1961.       | 1.116       |             |
| 1971.       | 971         |             |
| 1981.       | 968         |             |
| 1991.       | 967         | 957         |
| 2002.       | 917         | 935         |

| Етнички састав према попису из 2002.‍ | Етнички састав према попису из 2002.‍ | Етнички састав према попису из 2002.‍ | Етнички састав према попису из 2002.‍ | Етнички састав према попису из 2002.‍ |
| ------------------------------------ | ------------------------------------ | ------------------------------------ | ------------------------------------ | ------------------------------------ |
|                                      |                                      |                                      |                                      |                                      |
| Срби                                 | Срби                                 |                                      | 879                                  | 95,85%                               |
| Црногорци                            | Црногорци                            |                                      | 24                                   | 2,61%                                |
| Македонци                            | Македонци                            |                                      | 4                                    | 0,43%                                |
| Роми                                 | Роми                                 |                                      | 3                                    | 0,32%                                |
| Југословени                          | Југословени                          |                                      | 3                                    | 0,32%                                |
| непознато                            | непознато                            |                                      | 4                                    | 0,43%                                |

| Година пописа     | 1948. | 1953. | 1961. | 1971. | 1981. | 1991. | 2002. |
| ----------------- | ----- | ----- | ----- | ----- | ----- | ----- | ----- |
| Број домаћинстава | 241   | 259   | 269   | 258   | 262   | 266   | 295   |

| Број чланова      | 1  | 2  | 3  | 4  | 5  | 6  | 7 | 8 | 9 | 10 и више | Просек |
| ----------------- | -- | -- | -- | -- | -- | -- | - | - | - | --------- | ------ |
| Број домаћинстава | 65 | 71 | 47 | 48 | 30 | 22 | 6 | 3 | 2 | 1         | 3,11   |

| Пол    | Укупно | Неожењен/Неудата | Ожењен/Удата | Удовац/Удовица | Разведен/Разведена | Непознато |
| ------ | ------ | ---------------- | ------------ | -------------- | ------------------ | --------- |
| Мушки  | 404    | 118              | 234          | 31             | 21                 | 0         |
| Женски | 374    | 65               | 237          | 62             | 10                 | 0         |
| УКУПНО | 778    | 183              | 471          | 93             | 31                 | 0         |

| Пол    | Укупно                    | Пољопривреда, лов и шумарство | Рибарство                            | Вађење руде и камена | Прерађивачка индустрија       |
| ------ | ------------------------- | ----------------------------- | ------------------------------------ | -------------------- | ----------------------------- |
| Мушки  | 235                       | 124                           | 0                                    | 0                    | 24                            |
| Женски | 119                       | 68                            | 0                                    | 0                    | 10                            |
| УКУПНО | 354                       | 192                           | 0                                    | 0                    | 34                            |
| Пол    | Производња и снабдевање   | Грађевинарство                | Трговина                             | Хотели и ресторани   | Саобраћај, складиштење и везе |
| Мушки  | 8                         | 25                            | 11                                   | 1                    | 29                            |
| Женски | 2                         | 4                             | 11                                   | 2                    | 4                             |
| УКУПНО | 10                        | 29                            | 22                                   | 3                    | 33                            |
| Пол    | Финансијско посредовање   | Некретнине                    | Државна управа и одбрана             | Образовање           | Здравствени и социјални рад   |
| Мушки  | 0                         | 1                             | 1                                    | 3                    | 1                             |
| Женски | 0                         | 1                             | 0                                    | 7                    | 5                             |
| УКУПНО | 0                         | 2                             | 1                                    | 10                   | 6                             |
| Пол    | Остале услужне активности | Приватна домаћинства          | Екстериторијалне организације и тела | Непознато            | Непознато                     |
| Мушки  | 6                         | 0                             | 0                                    | 1                    | 1                             |
| Женски | 4                         | 0                             | 0                                    | 1                    | 1                             |
| УКУПНО | 10                        | 0                             | 0                                    | 2                    | 2                             |